# Міжнародні премії ЮНЕСКО в області грамотності
Міжнародні премії ЮНЕСКО в області грамотності (англ. UNESCO International Literacy Prizes) відзначають досягнення та інновації в області грамотності. 
За допомогою цих премій ЮНЕСКО прагне підтримувати передовий досвід в області поширення грамотності і заохочує створення товариств грамотности, їх динамічний розвиток.
Премії присуджуються з 1967 року. Міжнародні премії ЮНЕСКО в області грамотності присуджуються щорічно  8 вересня в ході офіційної церемонії з нагоди Міжнародного дня грамотності (англ. International Literacy Day).
За цей час більш 475 проектів і програм, що здійснюються урядами, неурядовими організаціями та окремими особами з усього світу, були удостоєні визнання. 
Існують дві Міжнародні премії ЮНЕСКО в області грамотності: Премія ЮНЕСКО імені Короля Сечжона за поширення грамотності та Премія ЮНЕСКО імені Конфуція за поширення грамотності.

## Премія ЮНЕСКО імені Короля Сечжона за поширення грамотності
Премія ЮНЕСКО імені Короля Сечжона за поширення грамотності (англ. UNESCO King Sejong Literacy Prize) була заснована в 1989 році за фінансової підтримки уряду Республіки Корея. Премія ЮНЕСКО вшановує видатний внесок, який зробив більше 500 років тому письменник Король Сейджон (1397-1450 рр.), що створив алфавіт «Хангиль» (англ. Hangul).
Вона приділяє особливу увагу розвитку і навчання грамоті рідною мовою.
Щорічно присуджуються дві Премії ЮНЕСКО імені Короля Сечжона за поширення грамотності. Кожен переможець отримує 20 000 доларів США, медаль та диплом.

## Премія ЮНЕСКО імені Конфуція за поширення грамотності
Премія ЮНЕСКО імені Конфуція за поширення грамотності (англ. UNESCO Confucius Prize for Literacy) була заснована в 2005 році на честь видатного китайського вченого Конфуція за фінансової підтримки уряду Китайської Народної Республіки. 
Ця Премія приділяє особливу увагу питанню поширення грамотності серед населення сільської місцевості, а також позашкільної молоді, особливо - дівчат і жінок.
Щорічно присуджуються три Премії ЮНЕСКО імені Конфуція за поширення грамотності. Кожен переможець отримує 20 000 доларів США, медаль та диплом.

## Лауреати Міжнародні премії ЮНЕСКО в області грамотності 2017 року

### Лауреати Премії ЮНЕСКО імені Короля Сечжона за поширення грамотності 2017
- Research Institute for Languages and Cultures of Asia, Mahidol University (Таїланд) [5]
- Center for Knowledge Assistance and Community Development, (CKACD) (В'єтнам) Programme «Books for rural areas of Viet Nam»[6]

### Лауреати Премії ЮНЕСКО імені Конфуція за поширення грамотності 2017
- Organization «Jan Shikshan Sansthan Malappuram» (Керала, Індія) Programme «Vocational and Skill Development for Sustainable Development»
- Directorate of Literacy and National Languages (Сенегал) «National Education Programme for Illiterate Youth and Adults through ICTs»
- Department of Basic Education (Південно-Африканська Республіка) «Kha Ri Gude Mass Literacy Campaign»[7]